# Ligia philoscoides
Ligia philoscoides là một loài chân đều trong họ Ligiidae. Loài này được Jackson miêu tả khoa học năm 1938.